# Coverdale and Page
Coverdale and Page — супергруппа, рок-музыкальный дуэт, состоявший из бывшего вокалиста Deep Purple и Whitesnake Дэвида Ковердэйла и бывшего гитариста Led Zeppelin и The Firm Джимми Пейджа. Группа записала один альбом Coverdale•Page в 1993 году и выпустила пять синглов: «Pride and Joy», «Shake My Tree», «Take Me for a Little While», «Take a Look at Yourself», «Over Now».

## История
После завершения мирового турне Liquor & Poker в сентябре 1990 года вокалист Дэвид Ковердэйл решил приостановить деятельность своей группы Whitesnake на неопределённый срок, желая отдохнуть от музыкальной индустрии. Гитарист Led Zeppelin Джимми Пейдж тем временем работал над «Led Zeppelin Remasters», что привело к обсуждению с певцом Робертом Плантом и басистом Джоном Полом Джонсом возможного воссоединения. Хотя поначалу Плант был заинтересован, он решил отказаться, чувствуя, что воссоединение может «поставить под угрозу его сольную карьеру». Желая поработать над новой музыкой, Пейдж начал искать нового соавтора. Поскольку и он, и Ковердэйл подписали контракт с Geffen Records, исполнительный директор A&R Джон Калоднер предложил им работать вместе. Идея была представлена Ковердэйлу и Пейджу в январе 1991 года. Хотя эти двое много раз встречались мимоходом, они не очень хорошо знали друг друга. Тем не менее, обе стороны были заинтересованы, поэтому была запланирована встреча.
Ковердэйл и Пейдж встретились в отеле Ritz-Carlton в Нью-Йорке в конце марта 1991 года. Эти двое хорошо ладили друг с другом, и во время прогулки по Манхэттену они, по-видимому, остановили движение со зрителями, которые спрашивали, идёт ли сотрудничество. Ковердэйл и Пейдж согласились не торопиться с проектом, сначала убедившись, что они действительно могут писать песни вместе. Затем они встретились для сессии по написанию песен на озере Тахо, в резиденции Ковердэйла. В первый же день они вместе написали «Absolution Blues». Оттуда Ковердэйл и Пейдж, продолжая писать, в конце концов переехали на Барбадос по предложению Пейджа. Позже к ним присоединились барабанщик Дэнни Кармасси и басист Рики Филлипс, чтобы дополнить песни; эти репетиции длились несколько месяцев. Ковердэйл и Пейдж впервые появились на публике вместе в мае 1991 года, когда они присоединились к Poison на сцене в Рино для исполнения «Rock and Roll» Led Zeppelin (1971).
Для записи альбома были наняты: ударник Дэнни Кармасси (экс- Montrose, Gamma, Heart), басист Рики Филлипс (экс- Babys, Angel, Bad English), Джон Харрис — гармоника, басист Йорг Касас и клавишник/перкуссионист Лестер Мендез, бэк-вокалисты Томми Фандербёрк и Джон Самбатаро. Ковердейл с Пэйджем помимо своих основных обязанностей играли ещё и на гитаре и на бас-гитаре, соответственно. Запись альбома проходила с осени 1991-го по весну 1992-го.
Было намечено большое турне, в ходе которого должны были исполняться как новые песни, так и хиты Led Zeppelin и Whitesnake. В концертный состав вошли Кармасси, басист Гай Пратт (ex-Blue Pearl) и клавишник Бретт Таггл (ex-Warrior, David Lee Roth, Andy Taylor, Rick Springfield). Из-за финансовых проблем тур пришлось свернуть уже после семи концертов, что не лучшим образом сказалось на продажах альбома. Тем не менее альбом, вышедший в марте 1993 года, попал на четвёртое место в английском хит-параде и на пятое — в США. Этот альбом стал самым коммерчески успешной работой Пейджа после Led Zeppelin.
На этом сотрудничество Ковердэйла и Пейджа закончилось.
25 июня 2019 года The New York Times Magazine назвал Coverdale and Page среди сотен исполнителей, чей материал, как сообщается, был уничтожен во время пожара в Universal Studios Hollywood 2008 года.

## Альбом
Слова и музыка всех песен — Дэвид Ковердейл и Джимми Пейдж.
| №                   | Название                         | Длительность |
| ------------------- | -------------------------------- | ------------ |
| 1.                  | «Shake My Tree»                  | 4:54         |
| 2.                  | «Waiting on You»                 | 5:16         |
| 3.                  | «Take Me for a Little While»     | 6:17         |
| 4.                  | «Pride and Joy»                  | 3:32         |
| 5.                  | «Over Now»                       | 5:24         |
| 6.                  | «Feeling Hot»                    | 4:11         |
| 7.                  | «Easy Does It»                   | 5:53         |
| 8.                  | «Take a Look at Yourself»        | 5:02         |
| 9.                  | «Don't Leave Me This Way»        | 7:53         |
| 10.                 | «Absolution Blues»               | 6:00         |
| 11.                 | «Whisper a Prayer for the Dying» | 6:54         |
| Общая длительность: | Общая длительность:              | 61:05        |

## Музыканты
- Дэвид Ковердэйл — вокал, акустическая гитара
- Джимми Пейдж — электрические гитары, бас, губная гармоника, цимбалы, бэк-вокал
- Дэнни Кармасси — барабаны, перкуссия

музыканты в студии
- Lester Mendel — клавишные, перкуссия
- Jorge Casas — бас-гитара
- Ricky Phillips — бас-гитара
- John Harris — гармоника
- Tommy Funderburk — бэк-вокал
- John Sambataro — бэк-вокал

музыканты в турне
- Бретт Таггл — клавишные, бэк-вокал
- Гай Пратт — бас-гитара, бэк-вокал